# Smultron
Smultron je textový editor pro operační systém MacOS. Textový editor je určený pro pokročilé uživatele i začátečníky. Jeho ideou je, aby byl účinný a jednoduchý pro všechny a vhodný pro úpravu jakýchkoliv textových dokumentů. Stvořený pro práci s prostým textem, tvorbou webových stránek a psaním skriptů.

## Historie
Za programem stojí švédský vývojář Peter Borg, který ho představil v roce 2004. Kromě textové editoru vyvinul ještě programy s názvy Lingon a Sandkorn, také dostupné pouze pro operační systém MacOS. Původně byl Smultron dostupný jako program typu open source. V současnosti je dostupný na Apple Store a je placený, nicméně uživatelé mají možnost si vyzkoušet jeho demoverzi.
Po pěti letech po jeho uvedení mezi uživatelskou veřejnost oznámil, že nebude vyvíjet nové a další verze. V tomto roce představil verzi 3.6beta1. I přesto v následujícím roce 2010 uvedl verzi 3.8 jakožto placenou aplikaci na Apple Store. S každou novou verzí až do nynější představil nové funkce a vylepšení. Samozřejmě novější verze aplikace Smultron vyžadují adekvátní verze operačního systému MacOS (verze 11 vyžaduje operační systém MacOS 10.13+).

## Funkce
Program je vyvinutý programovacím jazykem Objective-C za užití Cocoa Api. Vhodný program pro všechny užitele, v současnosti dokáže syntakticky zabarvovat text pro více než 100 programovacích jazyků. Práci usnadňuje možností rozdělit si pracovní plochu na dvě okna, v levé straně uživatel vidí seznam dokumentů, má funkci pro porovnávaní verzí dokumentů, které byly naposledy uloženy. Umožňuje i práci pomocí příkazů jako v příkazové řádce.
S novými verzemi přišla možnost okamžitého ukládání na iCloud nebo například možnost pracovat v tmavém grafickém módu.
Podporuje verze v těchto jazycích - angličtina, arabština, čínština (zjednodušená), čínština (tradiční), dánština, finština, francouzština, hebrejština, nizozemština, italština, japonština, korejština, němčina, norština, portugalština, ruština, řečtina, španělština a švédština. Demo verze je dostupná bez funkčních omezení, ale nelze dokumenty ukládat.

## Barevná syntaxe
Textový editor barevně odlišuje syntax u těchto programovacích jazyků:
ActionScript, Active4D, Ada, AMPL, Ansible, Apache, AppleScript, Arduino, Assembler Atmel AVR, Assembler x86, Assembler MIPS, Assembler PPC, ASP - JavaScript, ASP - VB, ASP.NET - C#, ASP.NET - VB, AWK, Batch, C, C++, C#, Ceylon, Clojure, Cobol, CoffeeScript, ColdFusion, Crystal, Csound, CSS, CUDA, D, Dart, Diff, Dylan, Eiffel, Elm, Erlang, eZ Publish, F#, Final Cut Pro XML, Fortran, Fountain, FreeFem++, GEDCOM, GIFT, GNU Assembler, Go, Gravity, Groovy, Hack, Haskell, Header, HTML, IDL, Idris, Java, JavaFX, JavaScript, JSON, JSP, Julia, Kotlin, LaTeX, LESS, LilyPond, Lisp, Logtalk, LSL, Lua, Make, Markdown, MathProg, Matlab, Metal, MetaPost, MEL, Metaslang, Modula-2, Multi User Forth, MySQL, Nemerle, NEURON, nginx, Nim, Notation3, NPL, Objective Caml, Objective-C, Ox, PARI/GP, Pascal, PDF, Perl, PHP, Plist, PostScript, PowerShell, Processing, Prolog, Python, Quanty, R/S-PLUS, Rebol, RHTML, Ruby, Rust, SAS, Sass/SCSS, Scala, Scheme, Servoy JavaScript, SGML, Shell, Smalltalk, SML, SQL, Stata, Strings, Stylus, SuperCollider, SVG, Swift, Tcl/Tk, TorqueScript, Turtle, TypeScript, Udo, UnityScript, VB, Verilog, VHDL, WebAssembly, Xcode config, XLIFF, XML, XQuery, YAML, Zimbu